# Buchloe dactyloides
Buchloe dactyloides (Syn.: Bouteloua dactyloides (Nutt.) Columbus) ist die einzige Pflanzenart der Gattung Buchloe innerhalb der Familie der Süßgräser (Poaceae). Sie ist eines von mehreren sogenannten Büffelgräsern und in Nordamerika heimisch.

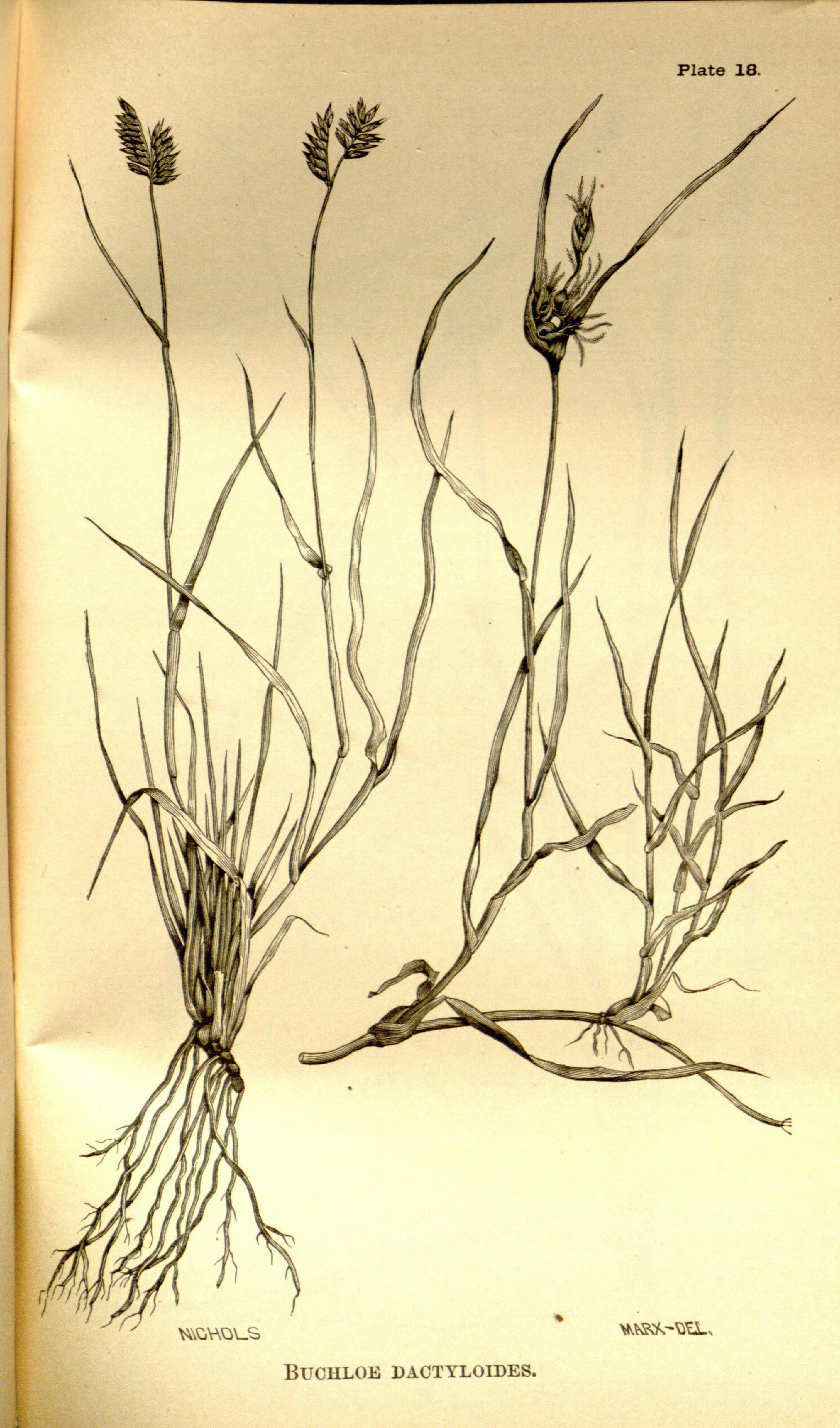
Illustration von Buchloe dactyloides

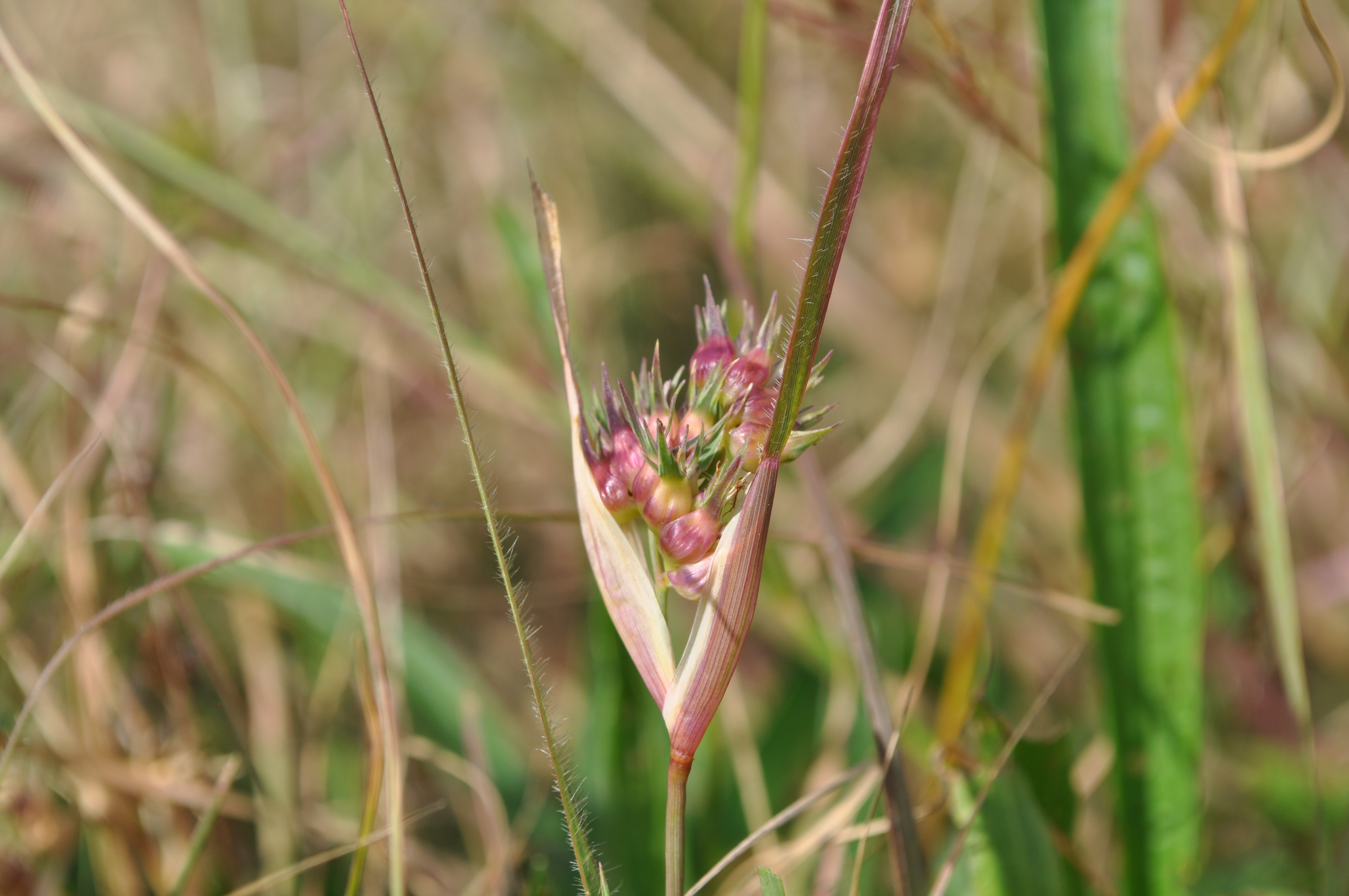
Blütenstand

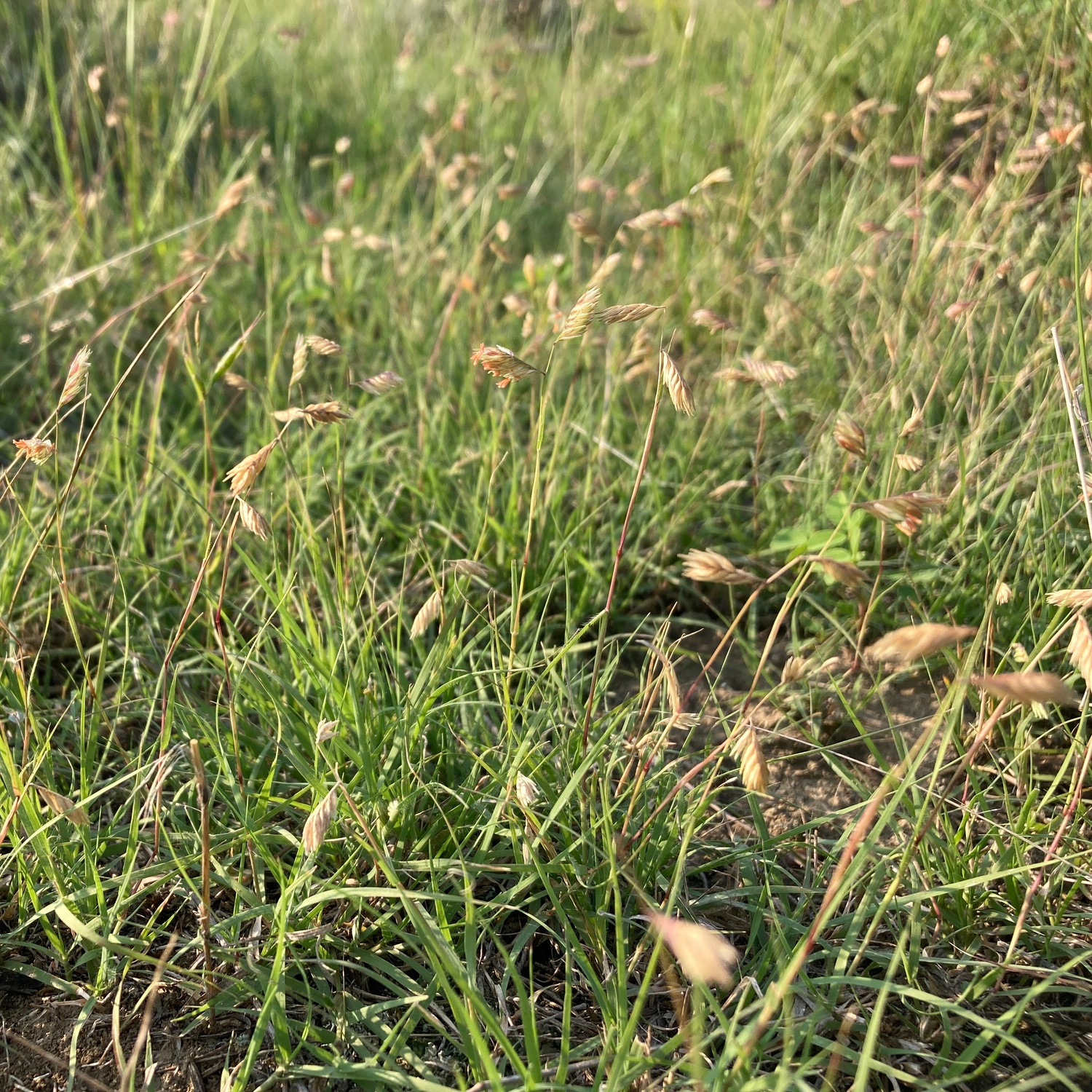
Bestand

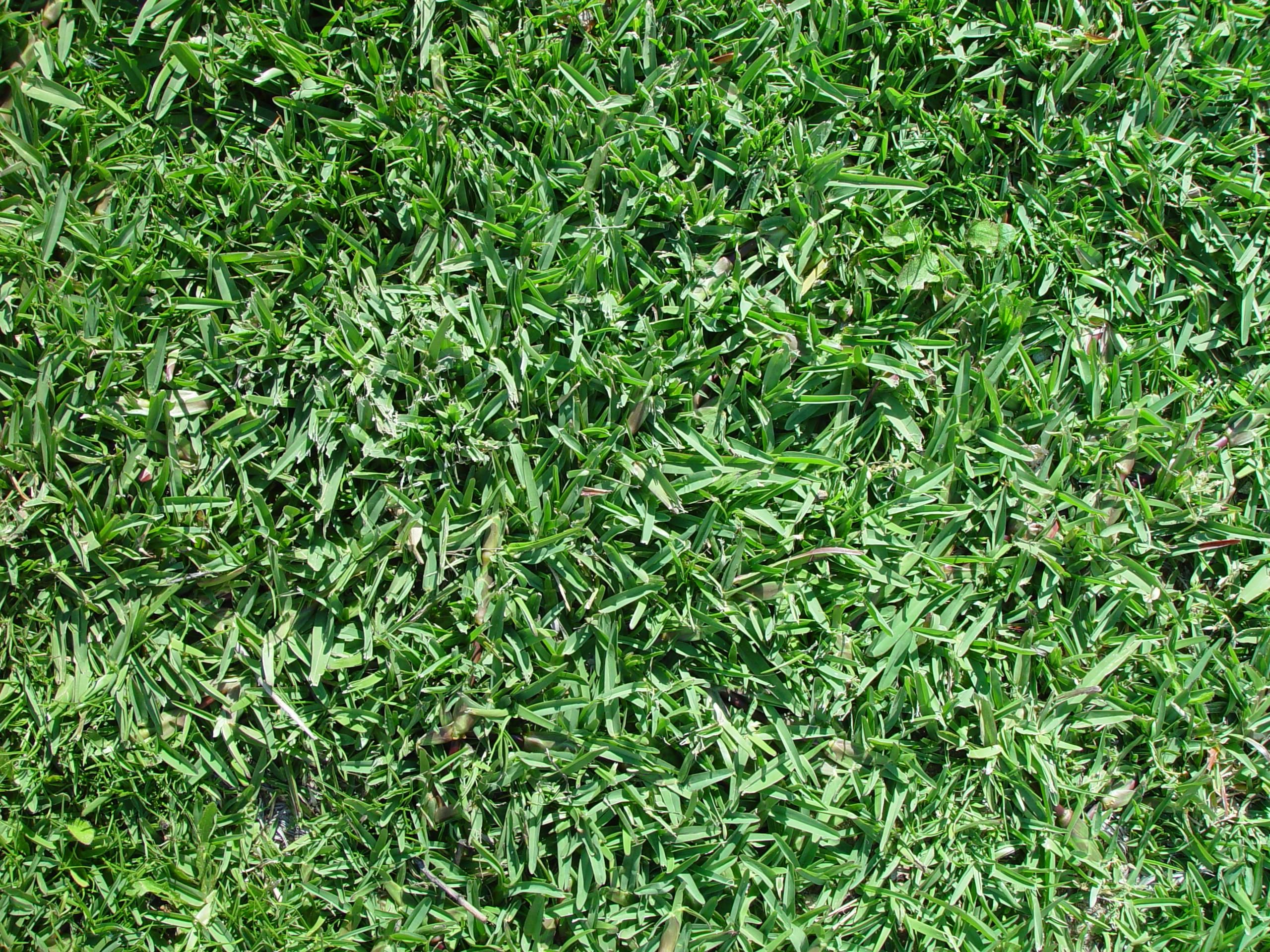
Bestand von Büffelgras

## Beschreibung

### Vegetative Merkmale
Buchloe dactyloides ist eine ausdauernde krautige Pflanze. Sie ist durch Ausläufer rasenbildend. Die Halme sind 5 bis 10 Zentimeter hoch und weisen abwechselnd lange und gestauchte Internodien auf.
Das Blatthäutchen ist ein Haarkranz von 0,5 Millimetern Länge. Die Blattspreite ist 2 bis 12, selten bis 20 Zentimeter lang und 1 bis 2,5 Millimeter breit.

### Generative Merkmale
Buchloe dactyloides ist meist diözisch, seltener monözisch; männliche und weibliche Ährchen befinden sich jedenfalls stets in getrennten Blütenständen.
Die weiblichen Blütenstände stehen in den Achseln von aufgeblasenen Blattscheiden, sind aus zwei traubigen Teilblütenständen zusammengesetzt und kürzer als die grundständigen Blätter. Sie sind 0,3 bis 0,4 Zentimeter lang und tragen je drei bis fünf fertile Ährchen. Die Ährchen bestehen aus einem fertilen Blütchen, sind oval und seitlich zusammengedrückt. Bei Reife fallen sie als Ganzes ab. Ihre Hüllspelzen sind länger als die Blütchen und ungleich: Die untere Hüllspelze ist länglich, höchstens halb so lang wie die obere und häutig; sie kann reduziert sein oder fehlen. Die obere ist bei einer Länge von 3 bis 4 Millimetern oval, siebennervig und nicht gekielt. Ihr oberes Ende ist dreifach gelappt und zugespitzt. Ihre Deckspelze ist bei einer Länge von 2,5 bis 3,5 Millimetern oval, häutig, ungekielt und dreinervig; ihr oberes Ende ist dreifach gelappt mit Einschnitten von der halben Länge der Spelze. Die Vorspelze ist halb so lang wie die Deckspelze und zweinervig.
Die männlichen Blütenstände sind endständig und unterscheiden sich von den weiblichen. Die männlichen Blütenstände bestehen aus traubigen Teilblütenständen entlang einer Zentralachse. Die Ährchen sind zweiblütig und bei einer Länge von 4 bis 5,5 Millimeter oval. Sie haben zwei Hüllspelzen. Ihre Deckspelze ist dreinervig. Die drei Staubbeutel sind 2,5 bis 3,5 Millimeter lang und orangefarben bis rot.
Die dunkelbraune Karyopse ist bei einer Länge von 2 bis 2,5 Millimetern länglich bis eiförmig. Der Embryo nimmt 90 Prozent der Fruchtlänge ein.
Die Chromosomenzahl beträgt 2n = 20, 40 oder 60.

### Ökologie
Die Art ist extrem langlebig. Bei einem Exemplar wurde ein Alter von 10.000 Jahren ermittelt.
Die Art kann von dem Pilz Salmacisia buchloëana befallen werden.

## Vorkommen
Buchloe dactyloides ist in Nordamerika weitverbreitet; das Areal reicht von Kanada (Saskatchewan) bis ins südwestliche Mexiko.
Die Art ist neben Bouteloua gracilis die Hauptart der Kurzgras-Prärie in den großen Trockenbereichen Nordamerikas, namentlich in den Great Plains und im Vorland der Rocky Mountains. Sie wächst auf humusarmen Braunerden. Buchloe dactyloides gedeiht am besten bei Jahresniederschlägen von 300 bis 630 Millimetern und steigt bis in Höhenlagen von 1900 Metern.
Diese Grasart kommt daneben auch in Halbwüsten-Grasländern New Mexicos, in den Küsten-Prärien von Louisiana und Texas vor. Es handelt sich um eine untergeordnete Art in den Langgras-Prärien, außerdem kommt sie im Unterwuchs von Kiefern-Wacholder-, Mesquite- und Pinus-ponderosa-Wäldern sowie in Eichen-Hickory-Savannen vor.
Buchloe dactyloides ist eine wichtige Nahrungspflanze für den Amerikanischen Bison (Bos bison) und den Schwarzschwanz-Präriehund (Cynomys ludovicianus). Ebenso ist sie eine wertvolle Nahrungspflanze für Rinder, Schafe und Pferde.

## Taxonomie und Systematik
Buchloe dactyloides wurde 1818 von Thomas Nuttall in The Genera of North American Plants Band 1 Seite 65 als Sesleria dactyloides erstbeschrieben. Die Art wurde 1859 von Georg Engelmann in Transactions of the Academy of Science of Saint Louis Band 1 Seite 432 als Buchloe dactyloides (Nutt.) Engelm. in die Gattung Buchloe gestellt. Die Art wurde 1999 von James Travis Columbus in Aliso. A series of papers on the native plants of California Band 18 Teil 1 Seite 63 als Bouteloua dactyloides (Nutt.) Columbus in die Gattung Bouteloua gestellt.